# 宜蘭縣立南澳高級中學
宜蘭縣立南澳高級中學，簡稱為南澳高中，位於宜蘭縣南澳鄉，為一所男女兼收的高級中等學校，為兼具有國、高中連貫之社區型完全中學。

## 歷史
- 1962年獲准設立宜蘭縣立蘇澳初級中學南澳分班。
- 1966年6月，奉准設立蘇澳初級中學南澳分校。
- 56學年度第一學期起獨立設置定名為宜蘭縣立南澳初級中學
- 1968年改制為宜蘭縣立南澳國民中學。
- 2000年8月1日增設高中部，改制為宜蘭縣立南澳高級中學。[1]

## 外部連結
- 宜蘭縣立南澳高級中學（页面存档备份，存于）